# Harz (huyện)
Harz là một huyện ở Saxony-Anhalt, Đức. 

## Lịch sử
Huyện đã được thành lập thông qua việc sáp nhập các huyện Halberstadt, Wernigerode và Quedlinburg cũng như thành phố Falkenstein (từ huyện Aschersleben-Staßfurt) trong cuộc cải tổ năm 2007

## Thị xã và đô thị
| Thị xã tự do                                                               | Đô thị tự do |
| -------------------------------------------------------------------------- | ------------ |
| 1. Elbingerode 2. Falkenstein 3. Halberstadt 4. Quedlinburg 5. Wernigerode | 1. Huy       |

| Verwaltungsgemeinschaften | Verwaltungsgemeinschaften | Verwaltungsgemeinschaften |
| --- | --- | --- |
| - 1. Ballenstedt/Bode-Selke-Aue 1. Ballenstedt1, 2 2. Ditfurt 3. Hausneindorf 4. Hedersleben 5. Heteborn 6. Radisleben 7. Wedderstedt - 2. Blankenburg 1. Blankenburg am Harz1, 2 2. Cattenstedt 3. Heimburg 4. Hüttenrode 5. Timmenrode 6. Wienrode - 3. Bode-Holtemme 1. Groß Quenstedt 2. Harsleben 3. Nienhagen 4. Schwanebeck2 5. Wegeleben1, 2 - 4. Brocken-Hochharz 1. Allrode 2. Altenbrak 3. Benneckenstein2 4. Elend 5. Hasselfelde1, 2 6. Schierke 7. Sorge 8. Stiege 9. Tanne 10. Treseburg | - 5. Gernrode/Harz 1. Bad Suderode 2. Friedrichsbrunn 3. Gernrode1, 2 4. Rieder 5. Stecklenberg - 6. Harzvorland-Huy 1. Aspenstedt 2. Athenstedt 3. Danstedt 4. Langenstein 5. Sargstedt 6. Ströbeck1 - 7. Ilsenburg 1. Darlingerode 2. Drübeck 3. Ilsenburg1, 2 - 8. Nordharz 1. Abbenrode 2. Derenburg2 3. Heudeber 4. Langeln 5. Reddeber 6. Schmatzfeld 7. Stapelburg 8. Veckenstedt1 9. Wasserleben | - 9. Osterwieck-Fallstein 1. Aue-Fallstein 2. Berßel 3. Bühne 4. Lüttgenrode 5. Osterwieck1, 2 6. Rhoden 7. Schauen 8. Wülperode - 10. Thale 1. Thale1, 2 2. Westerhausen - 11. Unterharz 1. Dankerode 2. Güntersberge2 3. Harzgerode1, 2 4. Königerode 5. Neudorf 6. Schielo 7. Siptenfelde 8. Straßberg |
| 1thủ phủ của Verwaltungsgemeinschaft; 2thị xã | | |